# Hoher Tauern
Hoher Tauern är ett bergspass i Österrike.   Det ligger i distriktet Spittal an der Drau och förbundslandet Kärnten, i den centrala delen av landet, 280 km sydväst om huvudstaden Wien. Hoher Tauern ligger 2 662 meter över havet.
Terrängen runt Hoher Tauern är huvudsakligen bergig. Hoher Tauern ligger uppe på en höjd. Närmaste större samhälle är Bad Gastein, 9,4 km norr om Hoher Tauern. 
I omgivningarna runt Hoher Tauern växer i huvudsak blandskog. Runt Hoher Tauern är det ganska glesbefolkat, med 29 invånare per kvadratkilometer.